# Sallustia Orbiana
Gnea Seia Erennia Sallustia Barbia Orbiana (in latino Gnaea Seia Herennia Sallustia Barbia Orbiana; fl. 225-227) è stata un'imperatrice romana moglie dell'imperatore Alessandro Severo.

## Biografia
Orbiana era di famiglia aristocratica; suo padre era Seio Sallustio, prefetto del pretorio.
Nel 225 sposò l'imperatore Alessandro Severo, quando questi aveva sedici anni, ricevendo il titolo di augusta; Sallustio fece una rapida carriera, divenendo persino caesar. Secondo Erodiano, Orbiana entrò in contrasto con la potente suocera, Giulia Mamea, che desiderava il titolo di augusta solo per sé; Alessandro, al contrario, ne era innamorato.
Mamea, che aveva regnato da dietro il trono del figlio da quando questi era stato eletto imperatore all'età di tredici anni, entrò in contrasto anche con Sallustio; nel 227 Sallustio fu accusato di aver tramato di rovesciare Alessandro con l'aiuto della guardia pretoriana, e fu messo a morte; contestualmente, Mamea ordinò che Orbiana venisse mandata in esilio in Libia, malgrado Alessandro tentasse di difendere la moglie prima di cedere alla madre.

## Iconografia

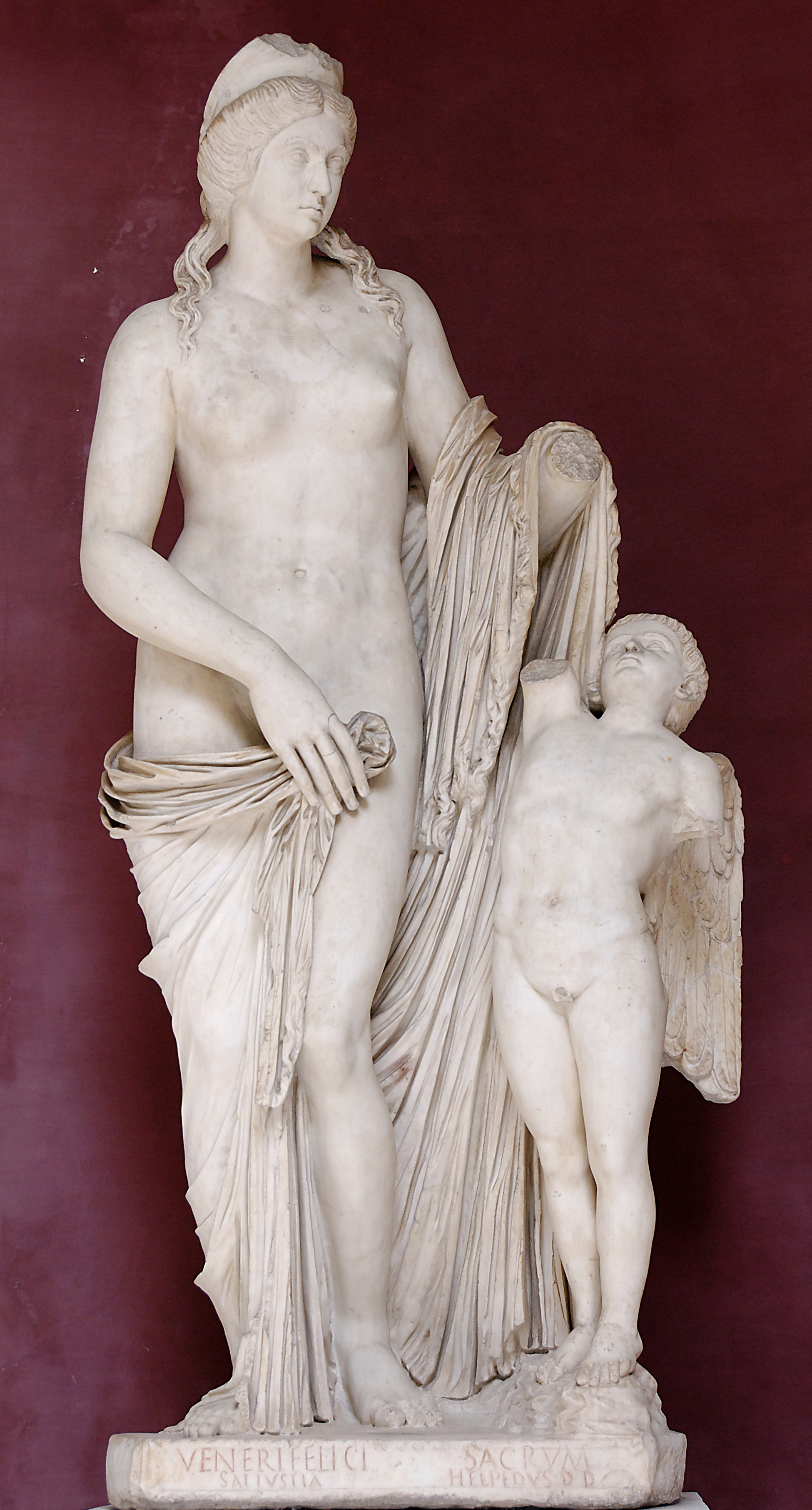
Sallustia come Venus Felix, Musei Vaticani.

Come augusta, Orbiana venne ritratta su diverse emissioni monetarie, le quali, causa il suo breve regno, sono piuttosto rare; principalmente si tratta di emissioni celebranti la concordia augustorum, la «concordia degli augusti», con talvolta la raffigurazione di Orbiana e Alessandro che si stringono la mano in un gesto di concordia.
Una notevole statua di Sallustia si trova oggi ai Musei Vaticani, nel Cortile Belvedere. Sallustia è rappresentata nelle vesti di Venus Felix, accompagnata da Cupido, e la base porta la dedica di due liberti dell'imperatrice, Elpidio e Sallustia.